# Крофорд (округ, Огайо)
Округ Крофорд (англ. Crawford County) располагается в США, штате Огайо. По состоянию на 2010 год, численность населения составляла 43 784 человек. Был основан 1 апреля 1820 года, получил своё название в честь соратника Джорджа Вашингтона, американского полковника Уильяма Кроуфорда (1732–1782).

## География
По данным Бюро переписи США, общая площадь округа равняется 1 043 км², из которых 1 041 км² суша и 2 км² или 0,23 % это водоёмы.

## Население
По данным переписи населения 2000 года в округе проживает 46 966 жителей в составе 18 957 домашних хозяйств и 13 175 семей. Плотность населения составляет 45,00 человек на км2. На территории округа насчитывается 20 178 жилых строений, при плотности застройки около 19-ти строений на км2. Расовый состав населения: белые — 97,99 %, афроамериканцы — 0,59 %, коренные американцы (индейцы) — 0,20 %, азиаты — 0,31 %, гавайцы — 0,02 %, представители других рас — 0,24 %, представители двух или более рас — 0,65 %. Испаноязычные составляли 0,77 % населения независимо от расы.
В составе 31,20 % из общего числа домашних хозяйств проживают дети в возрасте до 18 лет, 55,10 % домашних хозяйств представляют собой супружеские пары проживающие вместе, 10,50 % домашних хозяйств представляют собой одиноких женщин без супруга, 30,50 % домашних хозяйств не имеют отношения к семьям, 26,30 % домашних хозяйств состоят из одного человека, 11,50 % домашних хозяйств состоят из престарелых (65 лет и старше), проживающих в одиночестве. Средний размер домашнего хозяйства составляет 2,45 человека, и средний размер семьи 2,94 человека.
Возрастной состав округа: 24,90 % моложе 18 лет, 8,00 % от 18 до 24, 27,60 % от 25 до 44, 24,30 % от 45 до 64 и 24,30 % от 65 и старше. Средний возраст жителя округа 38 лет. На каждые 100 женщин приходится 93,40 мужчин. На каждые 100 женщин старше 18 лет приходится 90,80 мужчин.
Средний доход на домохозяйство в округе составлял 36 227 USD, на семью — 43 169 USD. Среднестатистический заработок мужчины был 33 319 USD против 21 346 USD для женщины. Доход на душу населения составлял 17 466 USD. Около 7,80 % семей и 10,40 % общего населения находились ниже черты бедности, в том числе — 13,70 % молодежи (тех, кому ещё не исполнилось 18 лет) и 7,50 % тех, кому было уже больше 65 лет.